# 佐藤璃果
佐藤璃果（日语：／ Satō Rika */?，2001年8月9日—）是日本偶像藝人，為女子偶像團體乃木坂46成員，岩手縣出身。

## 經歷
2018年8月19日，佐藤通過坂道系列聯合徵選。11月至12月，39名合格者當中的21名配屬發表後，包括佐藤在內的剩餘成員，2019年9月開始以坂道研修生身份開始活動。
2019年9月7日，坂道研修生的官方網站開設，佐藤的人物簡介公開。
2020年2月16日，在SHOWROOM直播上被宣布配屬到乃木坂46。2月24日，於名古屋巨蛋舉行的「乃木坂46 8th YEAR BIRTHDAY LIVE」的最終日公演中首次公開亮相。4月27日，乃木坂46新四期生部落格開設。以每日1名成員的方式輪流撰寫，佐藤於4月28日開始，每隔5天撰寫一篇部落格。12月23日，佐藤的個人官方部落格於乃木坂46官方網站正式開通。
2021年3月，從高中畢業。
2022年7月24日，成為NHK廣播1台週日綜藝節目 《Radirer!Sunday》雙週週次的主持人。8月9日，在21歳生日當天，開設個人Instagram帳號。9月至10月，首次參演舞台劇《女子的友情與肌肉 THE MUSICAL》（女の友情と筋肉 THE MUSICAL）。
2023年2月20日，佐藤於乃木坂46第32張單曲《人們終將再度追夢》首次獲選為選拔成員。5月27日，出演於家鄉岩手縣一關市舉行的「TGC teen ICHINOSEKI 2023」。
2024年4月18日，綜藝節目《有點心機又如何?》（朝日電視台）中的連續劇企劃開始播出，為佐藤首次出演電視劇。6月1日，於「TGC teen ICHINOSEKI 2024」中首次在時裝展覽中登台。

## 人物
暱稱為Rika醬（りかちゃん）。有1個哥哥。
她是坂道系列中第一位出身自岩手縣的成員，積極參與家鄉的活動。例如出演NHK盛岡放送局的《Iwateen》與《おつまみラジオ》，以及參加在一關市舉辦的《TGC teen ICHINOSEKI》等活動。
特技是吹小號、彈鋼琴、肩膀柔軟 、夾娃娃機。

### 乃木坂46
自我介紹詞（Catch Phrase）是「國語、數學、理科、社會，大家最喜歡的是——!? 璃果～!!」（国語、数学、理科、社会、皆さんが好きなのはー!?璃果〜!!）。
喜歡的成員是西野七瀨、堀未央奈、鈴木絢音、久保史緒里。交情好的成員是掛橋沙耶香。

## 音樂作品
- 標註「★」符號表示該首歌曲有拍攝MV。

### 單曲
乃木坂46
|      | 發行日期       | 單曲名稱              | 參與歌曲名稱        | MV | 備註     |
| ---- | -------------- | --------------------- | ------------------- | -- | -------- |
| 26th | 2021年1月27日  | 我會喜歡上自己的      | Out of the blue     | ★  | 出道作品 |
| 27th | 2021年6月9日   | 對不起Fingers crossed | 燙口的洋甘菊茶      |    |          |
| 28th | 2021年9月22日  | 被你罵了              | 機關槍雨            | ★  |          |
| 28th | 2021年9月22日  | 被你罵了              | 熟悉的陌生人        |    |          |
| 29th | 2022年3月23日  | Actually…             | 就算我不明白...     | ★  |          |
| 30th | 2022年8月31日  | 喜歡是件搖滾的事！    | Under's Love        | ★  |          |
| 30th | 2022年8月31日  | 喜歡是件搖滾的事！    | Jumping Joker Flash | ★  |          |
| 31st | 2022年12月7日  | 不存在於此的事物      | 壞成份              | ★  |          |
| 32nd | 2023年3月29日  | 人們終將再度追夢      | 人們終將再度追夢    | ★  | 選拔     |
| 32nd | 2023年3月29日  | 人們終將再度追夢      | 我們的告別          | ★  |          |
| 33rd | 2023年8月23日  | 獨自一人的天堂        | 踩到了              | ★  |          |
| 34th | 2023年12月6日  | Monopoly              | 回憶無法止息        | ★  |          |
| 35th | 2024年04月10日 | 機會平等              | 車道側              | ★  |          |
| 36th | 2024年08月21日 | 放縱日                | 遺落之物            | ★  |          |
| 37th | 2024年12月11日 | 步道橋                | 直到那時的猶豫      | ★  |          |
| 38th | 2025年3月26日  | 臍橙                  | 交感神經優勢        | ★  |          |
| 38th | 2025年3月26日  | 臍橙                  | 懷念之情的前方      | ★  |          |
| 39th | 2025年7月30日  | Same numbers          | 不道德的夏天        | ★  |          |

其他
| 發行日期                                    | 單曲名稱       | 參與歌曲名稱 | MV | 備註         |
| ------------------------------------------- | -------------- | ------------ | -- | ------------ |
| 2020年6月17日（日本） 2020年6月24日（海外） | 世界中的鄰居啊 | —            | ★  | 下載限定歌曲 |

### 專輯
乃木坂46
|        | 發行日期       | 專輯名稱   | 參與歌曲名稱 | 備註 |
| ------ | -------------- | ---------- | ------------ | ---- |
| 精選輯 | 2021年12月15日 | Time flies | Hard to say  |      |

## 演出

### 電影
- 幸福這種東西，要了幹嘛（しあわせなんて、なければいいのに。；2024年5月17日，Lemino）：飾演 かすみ[36][37]

### 電視節目
- 東京電腦俱樂部 〜編程女子從零開始製作遊戲〜（2022年4月16日－，BS東視）- 旁白[38]
- Iwateen「りか☆実験室」（2024年3月16日－，NHK綜合台（盛岡放送局））- 不定期出演[39]
- 有點心機又如何？（2024年4月19日 - 2024年6月28日，朝日電視台）-「あざと連ドラ」第10彈，飾演：蘆澤環希[40]

### 電台節目
- おつまみラジオ（2021年10月13日－2023年3月8日 ，NHK廣播1台（盛岡放送局））- 偶數月份來賓[41][42]
- Radirer! Sunday（日语：らじらー!）（；2022年7月24日－2024年3月24日，NHK廣播1台）- 偶數週星期日助理主持[43]

### 舞台劇
- 女子的友情和肌肉 THE MUSICAL（2022年9月16日－25日，東京：品川王子大飯店 Stellar Ball／10月1日－2日，大阪：COOL_JAPAN_PARK_OSAKA TT會館）：飾演 手塚アン[44][18]
- 奇巧計程車 鑽石不會受傷（2023年11月8日－12日，東京：1010劇院／ 11月15日，福岡：福岡市民會館／11月17日，大阪：SANKEI HALL BREEZÉ／11月25日－26日，神奈川：海老名市文化会館 ）：飾演 和田垣櫻[45][46]

## 書籍

### 雜誌連載
- EX大眾（2021年7月15日－2023年4月14日 ，雙葉社）- 乃木坂之星[註 2]
- Standard岩手「乃木坂46 佐藤璃果 今日もりっかりか！」（2024年2月25日－，山口北州印刷）[48]

## 外部連結
- 乃木坂46個人介紹頁（日語）
- 佐藤璃果 官方部落格 （页面存档备份，存于） - 乃木坂46官方網站（2020年12月23日－）（日語）
- 佐藤璃果的Instagram帳戶（2022年8月9日－）（日語）
- 佐藤 璃果（乃木坂46）的SHOWROOM專頁（日語）